# Нападение на руандийский военный лагерь в Бугесере
Нападение на руандийский военный лагерь в Бугесере и дальнейшее вторжение в земли Руанды, получившее также название «Кровавое Рождество», происходило в декабре 1963 года. Тогда бежавшие после революции сотни беженцев-тутси предприняли попытку свергнуть правящую партию «Пармехуту» и восстановить монархию в стране.
Наступление началось 21 декабря 1963 года и продолжалось до 27 декабря. Первоначально, пользуясь внезапностью нападения, слабо вооружённые силы тутси смогли захватить военный лагерь в провинции Бугесера и привлечь на свою сторону мирных жителей. Дальнейшее продвижение на Кигали власти Руанды остановили силой оружия, вытеснив противника за пределы страны и убив сотни нападавших, после чего устроили массовые убийства, которые ряд историков склонны считать геноцидом. Точное число убитых определить не представляется возможным, оценки варьируются от одной до двадцати тысяч человек.
Нападение вызвало осуждение со стороны католической церкви, которая при этом весьма попустительно отнеслась к убийствам, которые привели к ещё более жестоким репрессиям, укреплению диктатуры и осуждению мирового сообщества. В ходе резни правительство Грегуара Кайибанды убило большинство представителей конкурирующих политических партий.

## Предыстория
С концом Первой мировой войны, доставшаяся Германии по итогам Берлинской конференции 1884—1885 годов часть Африки, была разделена между странами-победительницами. Одна из них, Бельгия, получила территорию современных государств Руанда и Бурунди, где сформировала свою администрацию, получившую название Руанда-Урунди и управляемую в соответствии с мандатом Лиги Наций. Бельгийцы не изменили политику германских колониальных властей, продолжая сотрудничать с меньшинством тутси, которое управляло большинством хуту, но при этом внедрили в управление страной удостоверения личности с обязательным указанием национальности в отдельной графе, сделав и без того серьёзные национальные противоречия ещё более напряжёнными. До этого национальности разделялись более по социально-политическому, нежели этническому признаку. Люди могли «переходить из одной национальности в другую»: разбогатевший хуту имел возможность примкнуть к правящей элите, где его считали тутси, а обедневших тутси нередко считали хуту.
Бельгия продолжала управлять территорией Руанды и после окончания Второй мировой войны, получив от Организации Объединённых Наций мандат на контроль территории вплоть до обеспечения её независимости. Одновременно с ростом оборота наличности и спроса на рабочую силу произошёл важный сдвиг в католической церкви, к которой, благодаря колонизаторам, относила себя большая часть населения страны: богатых и консервативных представителей духовенства власти сменили на молодёжь, которая с сочувствием относилась к положению хуту. Новые экономические условия и хорошо налаженное семинарское образование, которое давала церковь, дали хуту невозможную ранее социальную мобильность и позволили создать своеобразную интеллигенцию, наиболее видной фигурой которой стал Грегуар Кайибанда. Как и большинство представителей сформированной «контрэлиты» хуту, он прошёл подготовку для получения духовного сана в семинарии Ньякибанды, а позже основал «Социальное движение Мухуту» (англ. Mouvement Social Muhutu, MSM), которое ставило своей целью защиту прав и интересов хуту. В октябре 1959 года это движение преобразовалось в партию «Движение и партия за освобождение хуту» (фр. Parti du Mouvement de l'Emancipation Hutu или «Пармехуту»), которая продвигала национализм хуту (так называемая идеология Власть хуту) и официально выступало за демократизацию и ликвидацию социального господства тутси. В ответ многие тутси, желавшие максимально быстрого продвижения к независимости, основали прокоролевскую и действующую на основе манифеста Мутары III партию, которая получила название «Руандийский национальный союз» (фр. Union Nationale Rwandaise, UNAR). Однако, она, несмотря на свою в целом монархическую направленность, не контролировалась непосредственно королём и собиралась после независимости сделать страну частью коммунистического блока. Она же призывала к «устранению белых захватчиков и их миссионеров», что побудило церковные власти и хуту, которые считали церковь структурой, которая вытащила их из бедности, назвать UNAR антихристианской структурой. Историк-африканист Кэтрин Ньюбери описала ситуацию в конце 1959 года как «кипящий котёл» (англ. simmering caldron). К концу ноября уровень напряжённости достиг пика.
Дальнейшие события получили название «Социальная революция в Руанде» (руанда umuyaga wo kurimbuka; англ. Wind of destruction; дословно — «Ветер разрушения»): период массового этнического насилия, в ходе которого было убито 100 тысяч человек, а многие жители страны обратились в бегство. 1 июля 1962 страна получила независимость. В итоге ООН заключила: «одна система угнетения сменила другую». Изгнанники, в отличие от этнических тутси, которые переселились в эти страны в раннюю колониальную эпоху, рассматривались принимающими странами как беженцы; среди них появились лидеры, которые почти сразу же стали агитировать за возвращение в Руанду. Причём их цели и методы различались: некоторые стремились заключить мир с «Пармехуту» и жить сообща, а другие надеялись устранить новую власть, силой вернуть трон королю Кигели V и организовать конституционную монархию. Однако они были значительно разобщены и дезорганизованы. Наряду с монархистами в рядах повстанцев были и социалисты, которые со временем стали преобладать. С конца 1962 года вооружённые группировки, состоящие из изгнанников тутси (официальное правительство именовало их иньензи, руанда inyenzi, дословно — «тараканы») начали налёты на территорию Руанды с переменным успехом. На юге от республики, в Бурунди установилась власть тутси, и наступавшие с этой стороны группировки нанесли немалый ущерб южной части Руанды. Беженцы в Конго, Уганде и Танганьике значительно реже организовывали подобные военные операции благодаря местным условиям; например, в последней из стран их приняли очень хорошо и многие тутси приняли решение остаться здесь навсегда, отказавшись от попыток вернуться в Руанду. При этом нападения вооружённых группировок заставили многих тутси, ещё живших в Руанде, бежать за пределы страны, поскольку правительство Кайибанды отвечало на агрессию репрессиями против них.

## Подготовка
Находящиеся в эмиграции в Бурунди лидеры UNAR приняли решение о начале вторжения в Руанду в конце 1963 года. Ранее, 19 августа в стране прошли выборы в местные общины, из которых победителем с подавляющим большинством голосов (97,9 %) вышла «Пармехуту», но в ходе кампании были выявлены значительные внутренние разногласия в партии, которые привели к усилению поддержки UNAR внутри страны. В октябре монарх Кигели V передал часть полученных им от китайского правительства денег в размере 23 тысяч долларов своему личному секретарю с указом передать их Рукебе, «премьер-министру правительства в изгнании» и одному из лидеров повстанцев, на которые повстанцы закупили оружие, хотя ходили слухи, что они присвоили их с секретарём Кигели и организовали нападение лишь с целью «оправдания» использования данных средств. Линда Мелверн писала, что иньензи в Бурунди также приобрели оружие на средства, вырученные от продажи продовольствия, предоставленного беженцам организациями по оказанию помощи. Кроме этого, повстанцы могли рассчитывать на большое количество стрелкового оружия, захваченного в начале года из полицейского арсенала в Нгаре, Танганьика. К ноябрю штаб Рукебы в Бужумбуре смог установить эффективную связь между центрами беженцев тутси в Бурунди и Танзании. Политолог Рене Лемаршан заключил: «Если о ком-то и можно сказать, что он несет ответственность за рейды, начатые из Бурунди, так это о Рукебе».
В конце ноября иньензи в Бурунди ослабли так как местные власти арестовали Рукебу обнаружив в его доме тайник с оружием, якобы украденным у конголезских повстанцев. Кроме того, они перехватили три грузовика с оружием недалеко от Бужумбуры. 25 ноября 1963 года произошла первая попытка вторжения иньензи в Руанду из Бурунди. Около полутора тысяч человек с копьями и луками отправились до границе с Руандой из Бурунди. Путь занимал три дня. Прознав об этом, представитель Комиссии по правам человека ООН (англ.  United Nations Commission on Human Rights, UNCHR) в Бужумбуре Жан Куэнод и группа протестантских миссионеров оповестили правительство Бурунди и судорожно пытались убедить его остановить нападение. Куэнод указал на то, что высока вероятность того, что вооружённые силы Руанды поджидают мятежников прямо на границе и что они нанесут им поражение. Немного поколебавшись, правительство передало жандармерии приказ обезоружить иньензи и доставить их в лагеря. Позже один из беженцев рассказал сотруднику UNCHR Франсуа Прециози, что Рукеба отдал приказ о нападении после встречи в Бужумбуре, на которой лидеры иньензи из других стран выразили своё несогласие. Беженец также заявил, что Кигели V в своём письме просил Рукебу не предпринимать никаких нападений. Однако, по словам немецких африканистов Г. Филиппа и Х. Штризека, повстанцами, что в конечном счёте атакой на Руанду командовал именно Кигели V.

## Ход событий

### Нападение
21 декабря 1963 года мятежники предприняли скоординированную попытку нападения на военный лагерь в Бугесере, Руанда. Повстанцы назвали свои силы «Королевская руандийская армия» (фр. Armée Royale Rwandaise). Согласно «надёжным источникам», которые цитирует Лемаршан, они надеялись организовать одновременное нападение на Руанду из четырёх различных регионов: Кабаре, Уганда; Нгара, Танганьика; Гома, Конго; Нгози и Каянза, Бурунди. В 4:30 200—300 человек, вооружённых самодельными винтовками, копьями и луками со стрелами пересекли границу с Бурунди в Нембе. По мере продвижения к нападавшим присоединялись союзники из местных тутси, и со временем численность отряда возросла до 600 человек. Примерно через час они захватили два военных лагеря руандийской армии в Гако и Кабуга, Бугесера. Нагрузившись захваченным оружием и боеприпасами, они отправились в лагерь внутренне перемещённых лиц тутси в Ньямате, где их радостно приняли местные жители. Там их ряды выросли до, по разным оценкам, от одной до семи тысяч человек. После этого они двинулись на Кигали.
Исследователь массовых убийств в Руанде Аарон Сегал писал, что руандийские лидеры сначала запаниковали, когда столкнулись с нападением, опасаясь многосторонней атаки при поддержке Бурунди с целью восстановления монархии. В отличие от него, историк Дантес Сингиза писал, что майор Камиль Тульпин — бельгийский военный советник и фактический глава Национальной службы безопасности Руанды — и лидеры руандийской армии заранее узнали о планах иньензи и стремились заманить их в засаду. Согласно Франсуа-Ксавье Муньяругереро и военному историку Франку Русагаре, лейтенант Жювеналь Хабьяримана — командующий ВНР — организовал контрнаступление правительства. Напротив, Сегал писал, что командующий передал управление бельгийскому военному советнику. Так или иначе, нападавшие силы остановили в 19 километрах к югу от Кигали у моста Канзензе вдоль реки Ньябаронго многочисленные подразделения руандийской армии. Последние были оснащены миномётами и полуавтоматическим оружием. Среди бельгийских офицеров, принимавших самое активное участие в отражении нападения, были комендант Франс, капитан Дюбуа и главный адъютант Флоркен. Среди ведущих руандийцев участвовали второй лейтенант Рухашия и второй лейтенант Мбонампека и курсанты руандийской офицерской школы в Бутаре. В последовавшем сражении иньензи были разбиты из-за превосходящей огневой мощи правительственных войск, при этом погибло несколько сотен тутси и несколько конголезцев. Сообщалось, что на одном из трупов конголезцев войска руанды нашли планы вторжения нападавших и список министров, которых они хотели назначить после свержения правительства. Тульпин обвинил политиков UNAR в том, что они знали о данном документе и планах мятежников, но скрывали их. Согласно Сегалу, в боях у Гако погибли четыре руандийских солдата. Выжившие тутси бежали в сторону границы с Бурунди, и, по сообщению газеты The New York Times, захватили в плен четырёх правительственных солдат, которых казнили.
В период с 21 по 22 декабря мятежники предприняли несколько небольших нападений из Киву (Конго) через равнину Рузизи в направлении Чьянгугу. Военные Руанды дали отпор, взяли в плен и казнили около 90 человек. Ещё одну группу, которая направилась в нападение из Уганды, 25 декабря остановили местные власти. Через два дня около 600 иньензи перешли границу Руанды в Кизинге. Вооружённые в основном копьями, луками и мачете, они напали на Ньягатаре, однако их почти сразу же отбили 110 руандеров, вооружённых полуавтоматическими винтовками. Повстанцы потеряли 300 человек убитыми. Атака же из Танганьики так и не произошла.

### Репрессии и зверства

#### Политические чистки
Вскоре после нападения руандийский правящий режим начал внутренние чистки как среди тутси, так и среди умеренных хуту. Местный чиновник предупредил Пьера Клавера Карьябвите, вице-президента молодёжного крыла UNAR, что правительство страны собирается казнить всё руководство его партии. Последний направился в Ньямирамбо, где находилась штаб-квартира UNAR и где жили Рвагасана и президент партии Джозеф Рутсиндинтваране, чтобы предупредить их об опасности, однако они отказались бежать. В ходе чисток около 20 политиков, связанных с партиями тутси, заключили за решётку. По заверениям руководства страны, некоторые из них фигурировали в документе нападавших как будущие предполагаемые министры. Вскоре после этого их отвезли в Рухенгери и казнили на холме Ньямагумба. Среди убитых были Рутсиндтваране, Рвагасана, а также президент и вице-президент другой крупной партии тутси, «Национальное объединение за демократию в Руанде» (фр. Rassemblement Démocratique du Rwanda, RADER) Проспер Бванаквели и Лазаре Ндазаро. На вопрос Лемаршана, почему заключенные были убиты в Рухенгери, а не в Кигали, чиновник хуту заявил, что Рухенгери был «самым безопасным местом» для казней. Большинство сторонников UNAR из простого люда арестовали, однако казнить их не стали и через полгода освободили. За предполагаемое сотрудничество с иньензи правительство задержало четырёх священников из тутси. Апостольский нунций лично вмешался, чтобы предотвратить казнь нескольких бугесерских тутси, обвиненных в помощи изгнанникам.

#### Массовые убийства
После нападения Каибанда поспешно назначил министров своего правительства в каждую из десяти префектур и наделил их чрезвычайными полномочиями по защите, включая обязанность организовать «ополчение самообороны» хуту. Бургомистры и префекты принимали активное участие в создании ополчения. Радио Кигали неоднократно выходило в эфир, предупреждая население о необходимости быть «постоянно начеку из-за террористов тутси». По всей стране расположили блокпосты. Многие хуту тогда опасались, что из-за нападения власть тутси над Руандой будет восстановлена.

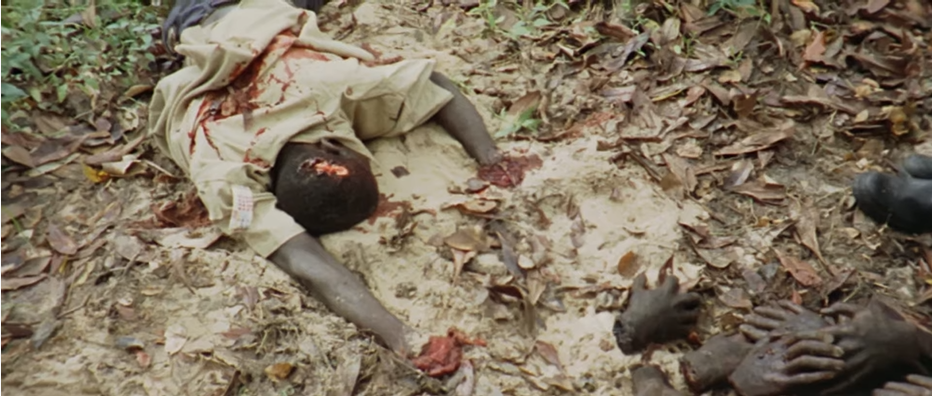
Тутси, убитые в январе 1964 года

Убийства мирных тутси начались 23 декабря. Ополченцы хуту убили 98 человек в Чьянгугу и 100 в Кибунго. Резня в префектуре Гиконгоро произошла по инициативе префекта Андре Нкерамугабы. Выступая на собрании бургомистров и активистов «Пармехуту» он сказал: «От нас ждут, что мы будем защищаться. Единственный способ сделать это — парализовать тутси. Как? Их нужно убить». Убийства в Гиконгоро начались 25 декабря, когда хуту, вооружённые дубинками, копьями и мачете, систематически убивали тысячи тутси по всей префектуре. Тысячи других искали убежища в католических миссиях в Кадухе и Чианике. Среди руководящих репрессиями был назначенный в Гиконгоро министр сельского хозяйства Руанды Дамьен Нкезабера. В какой-то момент он потребовал, чтобы миссионеры в Кадухе и Чианике выдали тутси, которые прятались в их миссиях, но священники отказались подчиниться его желанию и потребовали прекратить резню, однако она не останавливалась до 29 декабря. Некоторые католические и протестантские миссионеры, вооружённые винтовками, останавливали толпы хуту, чтобы тутси могли укрыться в их миссиях. Полный масштаб участия крестьян в резне в Гиконгоро остается неизвестным.
Насилие быстро распространилось на другие районы страны, особенно на Бугесеру и Русомо, где состояло из актов крайней жестокости: согласно одному миссионеру, группа хуту отрезала груди у женщины, а когда она лежала при смерти засунули эти части в рот её детей. Других представителей тутси хуту забивали дубинками до смерти, заживо сжигали и обезглавливали, а тела бросали крокодилам в реку. При этом один из убийц однажды заявил, что они не виновны, поскольку на них нет крови, из чего журналист New York Times сделал вывод, что для убийств использовалось преимущественно тупое, а не холодное оружие. Местные в Шигире сообщали, что 100 женщин и детей тутси предпочли утопиться в реке, чем быть растерзанными хуту. В ходе резни только в Бугесере было убито 5 тысяч человек, ещё тысячи бежали из провинции. Некоторые члены «Пармехуту», понимая, что избавившись от тутси на своих землях они «расчистят место» для хуту, поощряли убийства в политических целях, пытаясь улучшить свою репутацию среди участвующих в резне. Местами убийства продолжались в течение первых двух недель января 1964 года; в это же время всё больше тутси бежали из страны, спасаясь от насилия. 6 тысяч человек прибыли в Уганду, ещё тысячи — в регион Муроре в Бурунди.

## Анализ
Большинство убийств произошло в Гиконгоро, что Рене Лемаршан назвал не случайностью, поскольку именно там была база политической оппозиции действующему правительству со стороны тутси. По словам учёного, ещё в октябре 1961 года бельгийский резидент предсказал крупное нападение тутси на колонию, которое спровоцирует репрессии, при этом добавив, что население это осознаёт и готово к этому. По мнению Лемаршана, лидеры, стоявшие за нападением, были фанатично преданы своему делу восстановления монархии и власти UNAR, поэтому «ослепли» по отношению к возможным последствиям своих действий. По словам историка Эмманюэля Вирета, резня приняла такие масштабы лишь благодаря поддержке со стороны крестьянства. Историк из Оксфордского университета Джеймс Конри подверг сомнению опубликованный список желаемых к установлению министров, предположив, что это фабрикация со стороны «Пармехуту», использованная для устранения всех оставшихся политических соперников. По словам Карни, среди изгнанников из UNAR и членами UNAR, оставшимися в стране, не было любви или дружественных отношений, а лидеры второй партии тутси, RADER и вовсе были политическими соперниками UNAR и никогда не развивали с ними близких отношений и сотрудничества. Карни значительно раскритиковал реакцию и действия католической церкви, написав, что «епископы осудили насилие, но не возложили ни на кого ответственность за него». По словам историка, представители церкви всё же критиковали задержания и убийства политической оппозиции, но всё равно «Пармехуту» получила значительную поддержку с их стороны. Журналист-расследователь Линда Мелверн сравнила эти репрессии с геноцидом 1994 года, заявив о схожести методов планирования и расправы.
4 февраля 1964 года французская газета «Монд» писала о «настоящем геноциде» в Гиконгоро, а писавший в этой же газете философ Бертран Рассел описал ситуацию как «холокост, равных которому не было видно со времён истребления евреев в Нацистской Германии». Аналогичную оценку, как неведомый со времён Гитлера и холокоста геноцид, дало радио Ватикана. Британская пресса сообщала, что граждане страны, посетившие Руанду из Кении, обвинили руандийское правительство в проведении «преднамеренной политики геноцида против бывших правителей страны». Католическая руандийская газета Kinyamateka тем временем осудила обвинения в геноциде как «ложные слухи». В научной же среде нет единого мнения, являлись ли убийства в отместку за вторжение геноцидом или нет. Лемаршан в книге 1970 года писал, что говорить о геноциде в этом случае неправильно. Мелверн в 2000 году описала заявления о геноциде как бездоказательные. По её словам, «широко признано», что убийства произошли из-за «крайней интерпретации» местными чиновниками их мандата на организацию групп самообороны, и отмечает, что 6 тысяч тутси, бежавших в Уганду, сделали это без препятствий со стороны правительства. Политолог Скотт Штраус в книге 2013 года назвал репрессии «резнёй по этническому признаку». Политолог Дебора Майерсен в работе 2016 года писала, что события достаточно быстро утихли, однако был велик риск, что они перерастут в настоящий геноцид. Карни же в блоговой записи Оксфордского университета 2014 года напрямую назвал это событие геноцидом. В книге 2017 года историк Тимоти Стэплтон написал: «В ретроспективе массовые убийства тутси в 1963—1964 годах, похоже, соответствуют международно-правовому определению геноцида; они были преднамеренными и направленными на истребление по крайней мере части группы, определяемой по расовому признаку».

## Последствия

### Число убитых
В своих первых сообщениях об убийствах государственная радиовещательная пропагандистская корпорация «Радио Руанды» заявляла, что в ходе боевых действий и последующих событий погибло 750 человек — 350 иньензи и 400 гражданских лиц. В дальнейшем правительство Руанды выпустило «белую книгу», в которой писало о 870 погибших в ходе событий. И то, и другое число Лемаршан назвал «откровенно неточным». По его предположению, в ходе репрессий погибло не менее 10 тысяч тутси. ООН определила число погибших в 1—3 тысячи человек, а Всемирный совет церквей предположил, что было убито от 10 до 14 тысяч тутси. В разных источниках оценки числа убитых разнятся и могут достигать 20 тысяч человек. По определению Лемаршана, установление точного числа жертв не представляется возможным.

### Действия церкви
В Руанде представители католической церкви быстро отреагировали на насилие. В своей рождественской проповеди в соборе Кабгаи архиепископ Андре Перродин осудил и нападение, и репрессии, призвал к миру и тонко раскритиковал действия правительства против политической оппозиции, сказав: «Меры справедливости и законной защиты, которые должны быть приняты теми, кто удерживает власть, могут быть одобрены Богом, только если мы приложим щедрые усилия для показания верности его святым законам». После некоторого обсуждения, четыре католических архиепископа Руанды выпустили совместное заявление с осуждение насилия, в котором, в первую очередь, осуждали действия «нападавших террористов», которые были «преступниками, хорошо знающими, что из их махинаций истекает зло». Этот документ призывал международное сообщество приложить больше усилий для разрешения кризиса беженцев тутси, но не выдвигал никаких требований к правительству Руанды в этом отношении. Вместо этого католическая церковь попросила власти «неукоснительно соблюдать святой божий закон» при выявлении и наказании виновных в нападении. Массовые убийства же они назвали просто «недостойными для христиан, позорными и унизительными». Во французской газете «Монд» утверждалось что, хотя некоторые католические священники защищали жертв репрессий, местное католическое руководство, похоже, «прежде всего, желало не портить репутацию правительства, связанного с церковными институтами».

### Реакция международного сообщества
Власти Руанды ввели жесткую цензуру в СМИ для предотвращения распространения информации о массовых зверства в стране. Новости дошли до международного сообщества лишь спустя полтора месяца после начала убийств, в феврале 1964 года, и вызвали волну удивления и отвращения. Историк Маргери Перхам выступила за исключение Руанды из Организации Объединённых Наций, заявив, что она совершила «ужасающее нарушение конвенции о правах человека и геноциде». В попытке примириться с католическими лидерами Руанды, Папа Павел VI 14 февраля направил епископам послание, в котором говорилось, что он «глубоко опечален» насилием и встречает «горячий призыв к умиротворению духов, уважению людей и мирному сосуществованию в братском милосердии».
Правительство Кайибанды обвинило своих критиков в клевете и продвижении неоколониальной повестки. В марте он выступил с речью, в которой сказал о нападениях: «Если предположить невозможное, что они в конце концов захватили бы Кигали, как вы сможете измерить хаос, первыми жертвами которого станете вы? Поймите: это будет полный и скорый конец расы тутси». Он обвинил иньензи в массовых убийствах, сказав: «Кто виновен в геноциде? Кто организовал геноцид? Кто пришел искать геноцид? Кто хочет геноцида?». В апреле президент Законодательного собрания Анастасе Макуза выступил с речью в Париже, пытаясь оправдать массовые убийства, заявив, что руандийские хуту действовали из желания «не стать жертвой судьбы проигравших».

### Влияние на другие страны
Провал наступления иньензи как и дальнейшая репрессивная политика против тутси привела к радикализации их соплеменников, находившихся в изгнании в Конго. Они присоединились к направленному против центрального правительства восстанию Симба, надеясь на успех восстания и приход к власти поддерживающего изгнанников режима. Высокопоставленные персоны среди иньензи сыграли относительно важную роль в повстанческом движении, прежде чем оно было в конечном итоге разгромлено конголезским правительством и его союзниками.